# Kort stykke for orgel
Kort stykke for orgel (Deens voor Kort stuk voor orgel) is een compositie van Niels Gade. Het werk gaat door het leven zonder officiële titel, zonder datering en zonder officiële uitgave. Het bestaat alleen in manuscriptvorm. Zowel Olivier Vernet als Rslph Gustafsson namen het op voor respectievelijk Ligia Digital en Bis Records in een poging om al de orgelmuziek van Gade te verwerken op hun compact discs. 